# Далешево
Далешево (пол. Daleszewo) — село в Польщі, у гміні Ґрифіно Грифінського повіту Західнопоморського воєводства.
Населення — 711 осіб (2011).
У 1975-1998 роках село належало до Щецинського воєводства.

## Демографія
Демографічна структура станом на 31 березня 2011 року:
|          | Загалом | Допрацездатний вік | Працездатний вік | Постпрацездатний вік |
| -------- | ------- | ------------------ | ---------------- | -------------------- |
| Чоловіки | 335     | 70                 | 236              | 29                   |
| Жінки    | 376     | 86                 | 221              | 69                   |
| Разом    | 711     | 156                | 457              | 98                   |